# Phénylpropanolamine
La phénylpropanolamine ou noréphédrine était un médicament de la famille des phényléthylamines utilisé comme décongestionnant nasal et des bronches, et comme anorexigène. Il y a quatre stéréo-isomères de la phénylpropanolamine : d- et l-noréphédrine, et d- et l-norpseudoéphédrine. La D-norpseudoéphédrine est également appelée cathine, et se rencontre à l'état naturel dans la plante stimulante Catha edulis (khat). 
Récemment, la phénylpropanolamine a été retirée du marché dans beaucoup de pays. 
En Belgique, la phénylpropanolamine a d'abord été interdite dans les coupe-faim, mais autorisée à faible dose en mélange dans des anti-rhume (dorénavant sous prescription), puis suspendue. La délivrance des médicaments à usage humain contenant de la phénylpropanolamine
est interdite à partir du 28 janvier 2008.
En France, il n'y a plus de médicaments à base de phénylpropanolamine.
En Suisse, la phénylpropanolamine est commercialisée sous le nom de Slim Caps et est présente dans trois associations de médicaments anti-rhume.